# Hanako (журнал)
«Hanako» (яп. 花子, 華子; укр. Ханако) — японський журнал для молодих жінок, що виходить раз на два тижні. 

## Історія та зміст
Журнал «Hanako» вперше вийшов друком у 1988 році. Журнал був заснований видавництвом Magazine House, яке також його видає. Штаб-квартира знаходиться в Токіо. На сторінках журналу висвітлюються магазини, мода, ресторани та театри в Токіо та за кордоном. Цільова аудиторія — жінки віком від 20 років, які часто працюють «офісними леді», неодружені, живуть з батьками, мають великий наявний дохід і заощадження.
Hanako був дуже впливовим і його часто називають біблією стилю. Компанії, про які розповідається в журналі, побачили хвилю клієнток, як в Японії, так і за її межами. Читачок журналу та їм подібних називають Hanako-zoku (дослівно «плем'я Ханако»), первісну читацьку аудиторію — поколінням Ханако, а їхню сприйняту безвідповідальність — синдромом Ханако.
Hanako видається виключно в Токійській агломерації. Hanako West охоплює регіон Кінкі з Осакою, Кобе та Кіото. Чоловічий еквівалент від того ж видавництва — Popeye. Назва журналу походить від Ханако (花子, 華子), поширеного японського жіночого імені. Логотип та обкладинку з 1989 по 1999 рік розробляв австралійський художник Кен Дан.